# Markus Hofmann (Schauspieler)
Markus Hofmann (* 23. Januar 1975 in Basel) ist ein kleinwüchsiger Schweizer Schauspieler, Sänger (Bassbariton), Poet und Theaterproduzent.

## Leben
Seiner Kleinwüchsigkeit zum Trotz erlernte Hofmann den Beruf des Hochbauzeichners, den er drei Jahre ausübte. Parallel dazu schulte er bei Philipp Steiner (Basel) sowie Barbara Neurohr (Basel) von 1991 bis 1996 seine Stimme. 1996 engagierte ihn das Theater Basel erstmals, wo er in Brechts «Baal» unter der Regie von Michael Heicks den großen Picolo (Lupu) gab. 1998 stellte Hofmann seine erste eigene Theaterproduktion auf die Beine. Im Stück «kleines Hotel Brockenhaus» über das Leben mit Kleinwuchs spielte er selbst die Hauptrolle. 
Das Thema der «Mindergrösse» prägt Hofmanns künstlerisches Schaffen, er sprach in Radio und Fernsehen über den Alltag von kleinwüchsigen Menschen. In einem Clip förderte er durch ein Engagement einen Spendenaufruf der Schweizerischen Stiftung Pro Patria für kulturelle und soziale Zwecke. 
Markus Hofmann besuchte von 2011 bis 2013 die Stage Art Musical & Theater Schule SAMTS in Adliswil; er bildete sich im Schauspiel aus. Gabriela Leutwiler, Zürich, unterrichtete ihn von 2012 bis 2013 in Sprechtechnik; in Semesterproduktionen spielte er unter P. N. Steiner in «Porzellan & Elefant» die Rolle des M. Chouilloux und unter Andrea Kindt in «Die Möwe» die Rolle des Dichters Treplijow. Er spricht schweizerdeutsch, hochdeutsch, französisch und englisch.

## Engagements (Auswahl)
- 2000–2001: La Traviata (Giuseppe Verdi) / Vio Jarg Pataki, Luzerner Theater
- 2001: Manon / Monsieur Loyal Eric Vigié, Stadttheater Bern
- 2003: Ein Sommernachtstraum (William Shakespeare) / Zwerg D. Mouchtar-Samorai, Nationaltheater Mannheim
- 2010–2011: Die kleinen Dinge (Eigenproduktion) / Benno Björn Reifler, Tourneetheater
- 2011: Moses und Aron (Arnold Schönberg) / Aaron Double Achim Freier, Opernhaus Zürich
- 2013: La Finta Giardiniera (W. A. Mozart)  / Amorette Lydia Steier, Theater St. Gallen[1]
- 2013: Indian Queen / Zeremonienmeister Joachim Schlömer, Schwetzinger Festspiele
- 2013: Romeo & Julia (William Shakespeare) / Peter Kamil Krejci, Turbine Theater, Langnau a/A
- 2009–2013: Cosi fan Tutte (W. A. Mozart) / Amor Sven E. Bechtholf, Opernhaus Zürich
- 2014: Indian Queen (H. Purcell) / Zeremonienmeister Joachim Schlömer, Theater Basel[2][3][4][5]